# Wolfgang Jaster
Wolfgang Jaster (* 1938 in Potsdam; † 13. Juli 2013 in Bad Belzig) war ein deutscher Schauspieler und Clown.

## Leben
Bevor der kleinwüchsige Wolfgang Jaster als Schauspieler und Clown bekannt wurde, arbeitete der studierte Germanist als Geschichtslehrer und als Leiter des Kreiskulturhauses Potsdam-Babelsberg. Seine erste Filmrolle erhielt er 1968 in dem DEFA-Film Hauptmann Florian von der Mühle.
1980 lernte er beim Zirkus in Leipzig Wolfgang Lasch kennen, mit dem er bis 2002 als Clown Eddy auf der Bühne stand und das nicht nur in der DDR, sondern auch in England, Polen, Russland oder Kroatien. 1993 wurden sie während der Weltausstellung in Sevilla als Botschafter Potsdams  zum Empfang beim spanischen König eingeladen.
Wolfgang Jaster war mit der ebenfalls kleinwüchsigen Schauspielerin Gudrun Jaster verheiratet, mit der er viele gemeinsame Auftritte hatte und die bereits vor ihm verstarb.

## Filmografie
- 1968: Hauptmann Florian von der Mühle
- 1975: Till Eulenspiegel
- 1975: Die Wildente (Theateraufzeichnung)
- 1976: Die Regentrude (Fernsehfilm)
- 1976: Aschenbrödel (Fernsehfilm)
- 1977: Schach von Wuthenow (Fernsehfilm)
- 1977: Der Hasenhüter (Fernsehfilm)
- 1979: Zünd an, es kommt die Feuerwehr
- 1979: Schneeweißchen und Rosenrot
- 1981: Als Unku Edes Freundin war
- 1989: Die Geschichte von der Gänseprinzessin und ihrem treuen Pferd Falada
- 1992: Sherlock Holmes und die sieben Zwerge (Fernsehserie, vier von acht Teilen)

## Theater
- 1973: Henrik Ibsen: Die Wildente (Dienstpersonal) – Regie: Manfred Karge/Matthias Langhoff (Volksbühne Berlin)
- 1981: Peter Hacks: Armer Ritter (Dreizehnter Drachenkopf/Hofnarr) – Regie: Karin Gregorek (Maxim-Gorki-Theater Berlin)
- 1985: Bedřich Smetana: Die verkaufte Braut – Regie: Harry Kupfer (Komische Oper Berlin)
- 1993: Luigi Pirandello: Die Riesen vom Berge (Zwerg Quaqueo) – Regie: Rolf Winkelgrund (Maxim-Gorki-Theater Berlin)